# Catherine McNeil
Catherine "Cat" McNeil (Brisbane, 20 de marzo de 1989) es una modelo australiana. A los catorce años ganó un concurso de modelaje organizado por la revista Girlfriend. Vogue Paris la incluyó en la lista de las 30 mejores modelos de la década de 2000.

## Carrera
La carrera como modelo de McNeil alcanzó un lugar destacado en 2007, cuando empezó a realizar campañas para de D&G, Versace, Donna Karan y Jean Paul Gaultier. Ha aparecido en las portadas de la revista Vogue para Francia y Australia y ha trabajado en pasarela para Shiatzy Chen, Balenciaga, Christian Dior, Fendi, Roberto Cavalli, Valentino, Versace, Louis Vuitton e Yves Saint Laurent.
En la cima de su carrera, fue clasificada en el puesto No. 12 en la lista de las 50 mejores modelos del mundo publicada por el portal models.com. Fue elegida para hacer parte del Calendario Pirelli 2010, y fue fotografiada por Terry Richardson en Bahía, Brasil. Después de tomar un descanso del modelaje de 2009 a 2012, su gran regreso se dio en la temporada de otoño/invierno en 2013. La modelo tiene más de 100 tatuajes, la mayoría de ellos en su espalda.